# نانسي ريسمان
نانسي ريسمان (بالإنجليزية: Nancy Reisman)‏ هي كاتِبة أمريكية، ولدت في 25 مايو 1961.